# Politique africaine
Politique africaine ist eine dreimonatlich in französischer Sprache erscheinende Fachzeitschrift, welche Aufsätze und Buchrezensionen
über das aktuelle afrikanische Politikgeschehen veröffentlicht. Sie wurde 1981 in Frankreich gegründet und wird von Éditions Karthala in Paris für die Association des chercheurs de Politique Africaine verlegt.